# Cezar Bononi
Cezar Bononi (ur. 15 czerwca 1986 w São Paulo) – brazylijski profesjonalny wrestler, obecnie występujący w federacji WWE w rozwojowym brandzie NXT.

## Wczesne życie
Przed rozpoczęciem kariery profesjonalnego wrestlera, Bononi praktykował futbol amerykański w zespole São Paulo Storm w brazylijskiej lidze.

## Kariera profesjonalnego wrestlera

### Federacje niezależne (2004–2015)
Bononi rozpoczął treningi u boku trenera Boba Juniora w federacji Brazilian Wrestling Federation (BWF). Występował w różnych federacjach niezależnych w Brazylii i Ameryce Południowej pod pseudonimem ringowym V8 Big Block. W BWF był jednokrotnym posiadaczem BWF Rei Do Ringue Championship.

### WWE

#### NXT (od 2015)
W październiku 2015, Bononi został ogłoszony jednym z dziewiętnastu rekrutów rozpoczynających treningi w szkółce WWE Performance Center federacji WWE. Został przydzielony do rozwojowego brandu NXT i tego samego roku rozpoczął wystąpienia podczas live eventów. W telewizji zadebiutował 10 maja 2017 podczas odcinka tygodniówki NXT, gdzie przegrał z Aleisterem Blackiem. Trzy tygodnie później odniósł pierwsze telewizyjne zwycięstwo pokonując Andrade „Cien” Almasa. Pod koniec 2017 zdobył nagrodę „Future Star of NXT” podczas NXT Year-End Awards 2017.

## Styl walki
- Finishery
  - Jako V8 Big Block
    - Chokeslam[2][3]
    - Hu3 Driver (Podniesienie do belly-to-back suplexu i wykonanie double knee backbreakera)[2]
- Inne ruchy
  - Falcon Arrow (Sitout suplex slam)[3]
  - Gutwrench powerbomb[2][3]
- Przydomki
  - „Big Block”[2][3]
- Menedżerowie
  - Taynara Conti

## Mistrzostwa i osiągnięcia
- Brazilian Wrestling Federation
  - BWF Rei Do Ringue Championship (1 raz)[2]
- WWE NXT
  - NXT Year-End Award (1 raz) 
    - Future Star of NXT (2017)[8]